# Jehoriwka (rejon pryłucki)
Jehoriwka (ukr. Єгорівка) – wieś na Ukrainie, w obwodzie czernihowskim, w rejonie pryłuckim, w hromadzie Suchopołowa. W 2001 liczyła 755 mieszkańców.